# Castillo de Huarmey
El Castillo de Huarmey es un sitio arqueológico situado en los suburbios de la ciudad de Huarmey, capital de la provincia del mismo nombre, en el departamento de Áncash, en el centro-noroeste del Perú. Se trata de una pirámide escalonada hecha a base de adobes, que se alza sobre un promontorio rocoso, rodeada de otras estructuras platafórmicas, que se extienden hasta el nivel del suelo del valle, todas las cuales se encuentran en estado ruinoso. El conjunto, según las evidencias encontradas, era un centro administrativo huari, de la era prehispánica, que se halla rodeado de gran número de cámaras funerarias donde presumiblemente eran sepultados los miembros de la nobleza. Muchas de esas cámaras han sufrido los estragos de los huaqueros, pero en junio del 2013 se dio a conocer el hallazgo de 63 tumbas intactas, con osamentas asociadas con 1.200 objetos, entre joyas de oro y plata, fina cerámica y utensilios de madera. En 1999, fue declarado por el entonces Instituto Nacional de Cultura (hoy Ministerio de Cultura) como Patrimonio Cultural de la Nación. En el 2012 se aprobó el Proyecto Arqueológico “Castillo de Huarmey”.

## Ubicación
El Castillo se encuentra situado a 1 km al este de Huarmey, a 2 km del Océano Pacífico y en la margen derecha del río Huarmey. Se halla a 295 km al norte de Lima.

## Cronología
- Horizonte Medio, Cultura huari, siglos IX a XI d. C.

## Investigaciones
Desde la época colonial los restos del llamado “Castillo” de Huarmey, llamaron la atención de los viajeros europeos. En una obra de 1671, del historiador holandés Arnoldus Montanus, titulada El nuevo y desconocido mundo, existe un grabado que representa a la construcción preinca, aunque al modo de los castillos europeos y en medio de una floresta impropia del lugar.
El primero en realizar investigaciones científicas en el sitio fue el arqueólogo peruano Julio C. Tello. A fines de los años 1950, los arqueólogos Ernesto Tabío y Duccio Bonavia, en el curso de sus investigaciones arqueológicas en el valle de Huarmey, hicieron de manera conjunta los primeros reconocimientos en la zona y publicaron breves descripciones del Castillo. A comienzos de los años 1960, Donald E. Thompson completó estos estudios y publicó un bosquejo generalizado de la evolución cultural del valle.
En 1979, Frederic Engel visitó El Castillo, cuyo croquis elaboró, tomando notas sobre su arquitectura. Impresionado por la destrucción del sitio a manos de los huaqueros, dirigió una carta al Instituto Nacional de Cultura, llamando la atención sobre la precaria situación del yacimiento. También en ese mismo año, Alberto Bueno Mendoza visitó el Castillo y otros sitios arqueológicos del valle, y publicó poco después un artículo sobre el problema originado por las excavaciones clandestinas.
Los coleccionistas Yoshitaro Amano y Heinrich Ubbelohde-Doering fueron los primeros en recoger los fragmentos de textiles que se hallaban sobre la superficie, los cuales, junto con los fragmentos de cerámica y de madera, eran la triste evidencia de la devastación causada día tras día por los huaqueros.
Entre 1985 y 1986 Heiko Prümers realizó una prospección intensiva del valle bajo de Huarmey, pero como por entonces no era posible realizar excavaciones en el Castillo de Huarmey, la intervención se limitó a la recolección sistemática de los materiales de superficie, lográndose reunir 1600 fragmentos de cerámica, 366 textiles, y, aproximadamente, 1300 fragmentos de madera y mates pirograbados, material que fue puesto en resguardo en el Museo Nacional de Antropología, Arqueología e Historia, en Pueblo Libre, Lima. De todos esos materiales, los más llamativos eran los textiles multicolores de lana con algodón, en una variedad de estilos. En la muestra que recogió Prümers, prevalecía el estilo Moche-Huari en un 92 %, seguido del Huari Clásico (7 %), Nazca y Lambayeque. Prümers concluyó que el Castillo era un cementerio de la elite moche, del Horizonte Medio.
En enero de 2010 se inauguró el Proyecto de Investigación Arqueológica “Castillo de Huarmey”, fruto de la cooperación internacional entre la Universidad de Varsovia y la Pontificia Universidad Católica del Perú. Cuenta con la dirección del arqueólogo polaco Milosz Giersz, y con la asesoría de Krzysztof Makowski y Roberto Pimentel Nita (de la PUCP). En octubre del 2010 encontraron dos contextos funerarios intactos en la zona del Castillo. En una de ellas se hallaba una pareja que se presume formaban parte de la élite huari por la forma del entierro, pues los cuerpos estaban en posición sentada, a la usanza de la sierra. Ello los diferencia de los entierros típicamente costeños, pues estos suelen presentar el cuerpo echado o extendido. En la otra cámara se hallaron los restos de un joven robusto, junto con un cuenco de plata maciza. Se encontraron también textiles de estilo huari. Eran descubrimientos interesantes, pero mínimos, comparados con los destrozos causados por los huaqueros a lo largo de décadas. Los investigadores del proyecto concluyeron que estos entierros no se parecían en nada a los de los moche y denotaban más bien influencia del sur andino, por lo que apostaron más por la teoría de que el Castillo había sido una de las capitales o cabeceras regionales de los huari, cercano a la frontera del reino moche.
En septiembre del 2012, los arqueólogos procedieron a excavar entre los escombros que aún quedaban en la parte más alta de la pirámide escalonada. Al limpiar los pozos de los huaqueros notaron que en el fondo se extendía una capa de ripio (piedras pequeñas) de aproximadamente 100 cm de grosor. Se procedió a retirar esa capa, cuyo peso total fue de unas 33 toneladas. Debajo encontraron seis esqueletos humanos que serían ofrendas humanas, pero el momento cumbre fue cuando apareció la cámara funeraria con un rico ajuar, la primera de la cultura huari hallada intacta. Dicha cámara funeraria mide 4.5 m de largo, 3.5 de ancho y 1.5 de profundidad, y guardaba 57 fardos con osamentas en posición sentada. En el lado norte de la misma cámara se hallaron tres pequeñas tumbas que corresponderían a mujeres de la nobleza huari. Todas ellas tenían joyas que demostraban su nivel social, pero la del centro parecía tener mayor importancia que las demás. Serían probablemente las esposas principales. Las demás osamentas, en número de 57, serían de otras damas nobles, quizá las esposas secundarias o miembros de la corte, enterradas conjuntamente.
Se hallaron también asociados diversos objetos, como orejeras de oro, plata y de otras aleaciones metálicas, recipientes de cerámica, objetos de piedra tallada, cuchillos ceremoniales, un quero de piedra de Huamanga, agujas, ovillos de colores, entre otros, haciendo un total de 1200 objetos en buen estado de conservación, de inconfundible estilo huari. Todos estos hallazgos se dieron a conocer en junio del 2013.

## Descripción
El conjunto arquitectónico es una construcción platafórmica hecha a base de adobes de diversos tamaños, con una altura de unos 12 m por sobre el nivel del valle. Su extensión total es de unos 200 metros en dirección norte-sur, con un ancho máximo de 65 m. En su parte septentrional, la plataforma se eleva sobre un promontorio rocoso; al disminuir esta su altura hacia el suroeste, las construcciones alcanzan hasta 8 m de alto para mantener el nivel elevado de la plataforma.
A lo largo de sus flancos E y O, la construcción platafórmica contaba con un sistema de muros verticales de contención, los cuales subían de grado en grado con delgados rebordes hacia la plataforma. Como gran parte de los flancos de la construcción platafórmica en el NO y E quedaron sepultadas por el desmonte de las excavaciones clandestinas, los únicos restos de los muros de contención que han quedado visibles se encuentran en los flancos SO y SE del edificio. Ahí se puede distinguir dos tipos de muro: de adobes y mampostería. En ambos tipos sobresalen vigas horizontales de madera colocadas regularmente distanciadas para formar hileras, cuya finalidad sería dar estabilidad a la construcción.
En la cima de la plataforma se observan recintos de traza muy regular con un laberinto de pasadizos y de cuartos rectangulares intercomunicados. Se tratarían probablemente de espacios de carácter ceremonial. Alrededor de ellos se hallan cientos de pequeños compartimientos dispuestos de manera irregular, la mayoría de los cuales no presentan vanos de acceso que permitan el libre tránsito de un cuarto a otro. Se tratarían de cámaras funerarias, donde eran enterrados los miembros de la elite gobernante. Los muros de adobes, en su mayoría, están enlucidos con una fina capa de barro y contienen restos de pintura de color rojo y blanco. El grosor de los muros alcanzan un ancho que va de 70 a 80 cm y el máximo de 1.10 m.
Gran número de dichas tumbas fueron saqueadas y destruidas por los huaqueros. En el 2013 se dio a conocer 63 sepulturas halladas en la cima de la pirámide, que permanecieron intactas por más de mil años debido a que estaban protegidas por una gruesa capa de ripio. Los cuerpos estaban enfardados en posición flexionada sentada, que es el típico entierro de la sierra. Ello, sumado a las características de los objetos asociados, indica que pertenecían a los huaris, que habrían conquistado la región hacia el siglo IX d. C.

## Importancia
El hallazgo de las 63 tumbas es importante por ser la primera vez en que se hallan intactos contextos funerarios de la cultura huari y por probar fehacientemente que el Castillo de Huarmey había sido un palacio o centro administrativo del imperio huari, el primero hallado en la costa norte peruana. Hasta entonces algunos arqueólogos ponían en duda el avance huari por dicha región y atribuían los restos del Castillo a la cultura moche.
Huarmey estaría en una zona crucial, en el límite del estado moche con el imperio huari. Es factible suponer que los huaris elevaran o reocuparan dicho conjunto sobre anteriores construcciones moche. Esto nos permite conjeturar sobre las relaciones entre ambas culturas y las influencias que pudieron darse mutuamente. Las evidencias nos sugieren que entre el 600 y el 800 d. C., años en los que se sitúa el avance imperial de los huaris sobre el actual territorio peruano, hubo cambios notables en el norte, (específicamente en los sitios moche), los cuales se vislumbran en el aspecto tecnológico, arquitectónico, metalúrgico (uso del bronce), en la vestimenta, en los tocados, conocimientos todos que vinieron del sur, y que se explicaría como los aportes de una cultura expansionista, como lo fue la huari, surgida en las cercanías de la actual ciudad de Ayacucho, en la sierra sur peruana.
Según Makowski, el Castillo es inconfundiblemente huari por las siguientes razones: la forma de las cámaras funerarias, que es típicamente huari de la sierra, similar a las de Conchopata y de la misma ciudad de Huari, con la diferencia de que en vez de piedra se usó adobe, tal como se estila en las construcciones costeñas. Luego está la posición de los cuerpos sepultados, que están sentados según la típica posición huari, y no extendidos como los entierros comunes de la costa. Otras evidencias de la presencia huari serían los textiles y los ceramios.